# The Boston cooking-school cook book

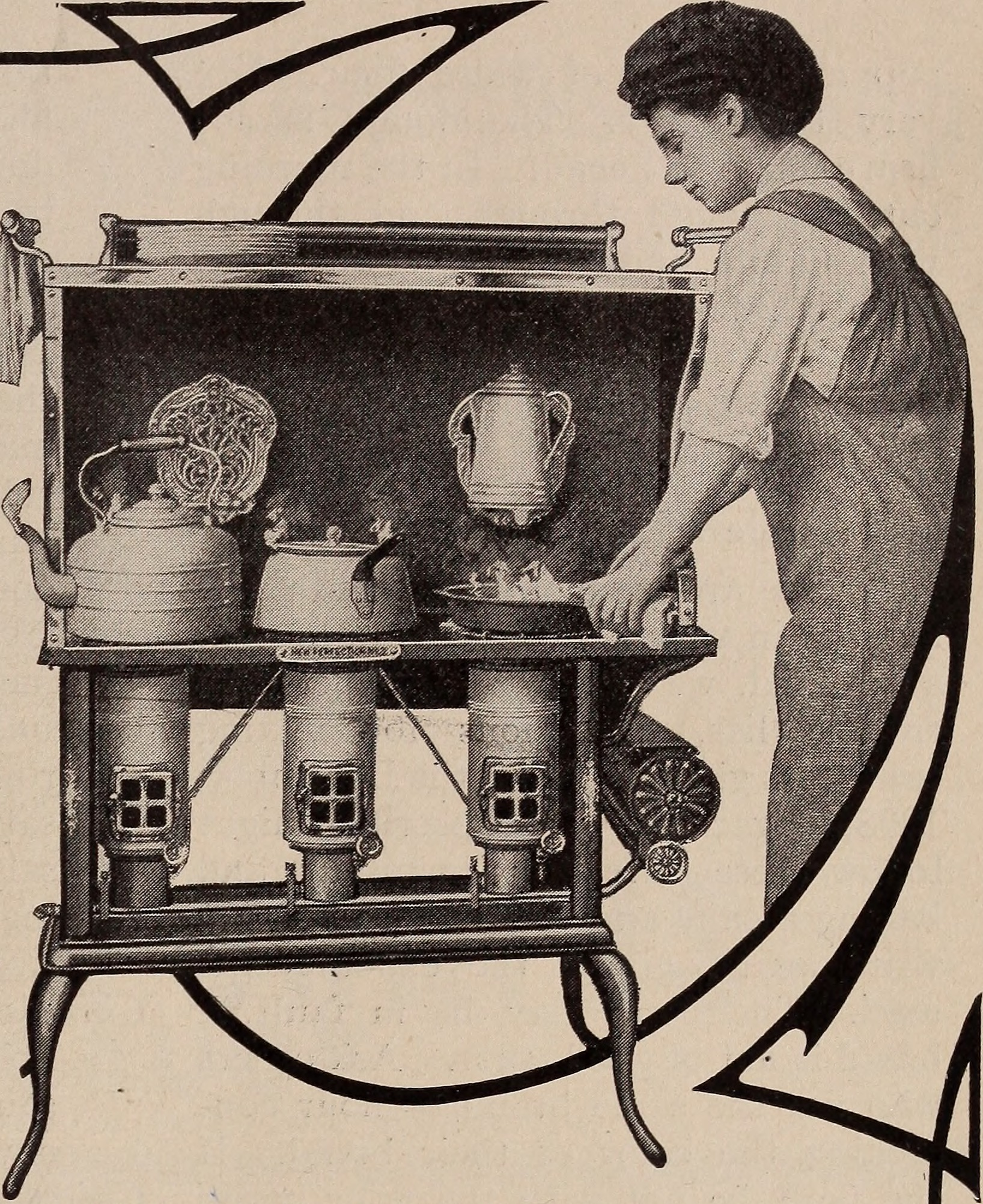
Revista Boston Cooking-School sobre ciencia culinaria y economía doméstica

El Boston Cooking-School Cook Book es uno de los libros de cocina más famosos de los primeros tiempos de la cocina estadounidense. Publicado en el año 1896 por Fannie Merritt Farmer es una de las fuentes más fidedignas de la cocina del siglo XIX y que ha sido referencia para muchos cocineros del siglo XX, hoy en día se sigue publicando en un formato renovado. La primera tirada llegó a tener una tirada de 3.000 copias impresas. El éxito del libro fue tal que en cuestión de meses la editorial tuvo que sacar otra edición para cubrir la fuerte demanda que se hacía de él.